# Zonca

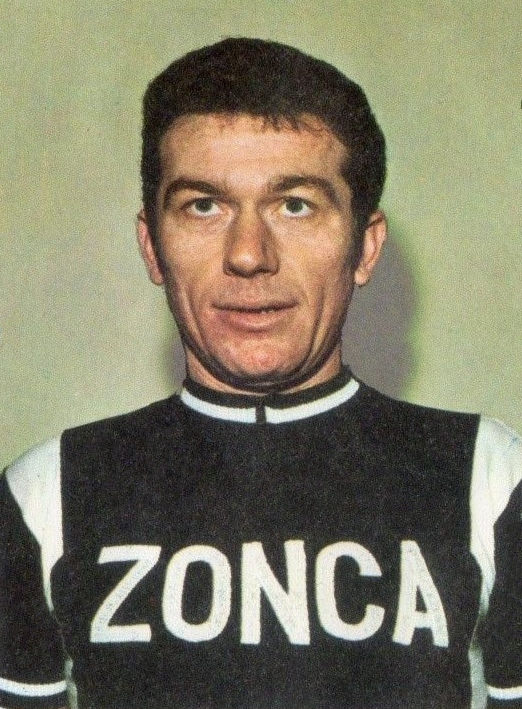
Ambrogio Portalupi

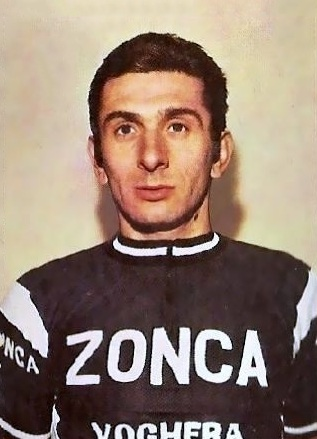
Giuseppe Beghetto

A equipa Zonca, foi um equipa ciclista italiana, de ciclismo de estrada que competiu entre 1969 a 1979. A sua principal vitória foi a geral do Giro d'Italia por parte de Giuseppe Saronni.

## Corredor melhor classificado nas Grandes Voltas
| Ano  | Giro d'Italia         | Tour de France | Volta a Espanha |
| ---- | --------------------- | -------------- | --------------- |
| 1970 | -                     | -              | -               |
| 1971 | -                     | -              | -               |
| 1972 | 5.º Wladimiro Panizza | -              | -               |
| 1973 | 10.º Gianni Motta     | -              | -               |
| 1974 | 4.º Tino Conti        | -              | -               |
| 1975 | 13.º Roland Salm      | -              | -               |
| 1976 | 25.º Enrico Guadrini  | -              | -               |
| 1977 | 36.º Ueli Sutter      | -              | -               |
| 1978 | 10.º Ueli Sutter      | -              | -               |
| 1979 | 12.º Bruno Wolfer     | -              | -               |

## Principais resultados
- Troféu Matteotti: Davide Boifava (1972)
- Tour de Berna: Roland Salm (1974, 1975)
- Giro do Friül: Franco Bitossi (1976)
- Coppa Sabatini: Piero Spinelli (1976), Leonardo Mazzantini (1979)
- Giro de Reggio Calabria: Tino Conti (1977)
- Milano-Torino: Pierino Gavazzi (1978)
- Giro de Campania: Pierino Gavazzi (1979)

### Às grandes voltas
- Giro d'Italia
  - 8 participações (1972, 1973, 1974, 1975, 1976, 1977, 1978, 1979)
  - 4 vitórias de etapa:
    - 1 em 1973: Gianni Motta
    - 2 em 1978: Giancarlo Bellini, Pierino Gavazzi
    - 1 em 1979: Bruno Wolfer

  - 0 classificações finais:
  - 1 classificações secundárias:
    - Grande Prêmio da montanha: Ueli Sutter (1978)

- Tour de France
  - 0 participações

- Volta a Espanha
  - 0 participações